# Зла кућа
Зла кућа је дело детективске фантастике Агате Кристи које је први пут објавила у САД од стране Dodd, Mead and Company у марту 1949. и у Уједињеном Краљевству од стране издавача Collins Crime Club 23. маја исте године.
Радња се одвија у Лондону и околини у јесен 1947. године. Кристи је рекла да су јој наслови овог романа и Несрећа невиних били омиљени међу њеним делима.

## Значење наслова
Наслов се односи на дечју пјесмицу („There Was a Crooked Man“). Вереница наратора Чарлса каже да је то референца на неискреност, јер „нисмо били у стању да одрастемо независни... уврнути и уплетени“, што значи нездраво међузависност од изузетно снажне личности породичног патријарха Аристида Леонида.

## Увод у радњу
Три колена породице Леонидес живе заједно под богатим патријархом Аристидом. Његова прва супруга Марша је умрла, а њена сестра Едит се од тада брине о домаћинству. Његова друга супруга је индолентна Бренда, пар деценија млађа од њега, је осумњичена да га вара са унукиним учитељем Лоренсом. Када је Аристид отрован сопственим леком за очи (физостигмином), његова унука Софија говори приповедачу и веренику Чарлсу Хејворду да не могу да се венчају док убица не буде ухапшен. Чарлсов отац "Тата" је помоћник начелника Скотланд јарда тако да Чарлс истражује изнутра заједно са додељеним детективом, главним инспектором Тавернером.

## Радња
Пред крај Другог светског рата, Чарлс Хејворд је у Каиру и заљубио се у Софију Леонидес, паметну и успешну Енглескињу која ради за Министарство спољних послова. Веридбу су одлагали до краја рата када ће се поново ујединити у Енглеској.
Хејворд се враћа кући и чита обавештење о смрти у Времену: Софијин деда, богати предузетник Аристид Леонидес, је умро у 85. години. Због рата, цела породица је живела са њим у раскошној, али лоше сразмерној кући под називом "Три забата“, зла кућа из наслова. Обдукција открива да је Леонидес отрован својим леком за очи на бази физостигмина путем инекције инсулина. Софија говори Чарлсу да не може да се уда за њега док се ствар не разјасни.
Јасни осумњичени су Аристидова много млађа друга жена Бренда приговарач савести који живи у кући као приватни учитељ Софијиног млађег брата и сестре Јустаса и Џозефин Лоренс Браун. Прича се да су водили недозвољену љубавну везу испред носа старог Леонида. Чланови породице се надају да ће се ово двоје показати као убице јер презиру Бренду као спонзорушу и такође се надају да ће избећи бруку која би донела другачији исход. Чарлс пристаје да помогне свом оцу, помоћнику начелника Скотланд Јарда, да истражи злочин. Он постаје кућни гост у "Три забата" у нади да ће неко открити траг у неочекиваном тренутку.
Сви чланови породице су имали побуду и прилику, а нико нема покриће и свако од њих је знао да је Аристидов лек за очи отрован као што је рекао целој породици пошто га је Џозефин питала. По опоруци сви они стоје да од старчевог имања стекну здраво завештање. Слуге не добијају завештање, али би изгубиле своје (повећане) годишње плате или додатке тако да нису осумњичени. Осим тога, чланови породице имају мало тога заједничког. Аристидова неудата свастика Едите де Хавиленд је груба жена од неких 70 година која је дошла да остане код њега након смрти његове прве жене да надгледа васпитање његове деце. Најстарији син и Аристидов миљеник Роџер је пропао као бизнисмен. Угоститељски посао који му је дао отац довео је до ивице стечаја и он чезне да живи једноставним животом негде далеко. Роџерова супруга Клеменси, научница строгог и неосећајног укуса, никада није могла да ужива у богатству које нуди породица њеног мужа. Роџеров млађи брат Филип патио је од очеве наклоности према Роџеру и повукао се у далеки свет књига и прошлих историјских епоха, проводећи све своје будне сате у библиотеци. Филипова супруга Магда је једина умерено успешна глумица којој је све, па и породично убиство, сценска представа у којој жели да игра главну улогу. Шеснаестогодишњи Јустас има дечију парализу. Он је згодан и интелигентан, али огорчен због свог инвалидитета. Његова дванаестогодишња сестра Џозефин је с друге стране ружна, прерано интелигентна и опседнута детективским причама. Она непрестано шпијунира остатак домаћинства, дајући свима до знања да своја запажања записује у тајну свеску.
Леонидес је тајно лично преписао (на изненађење свог заступника господина Гејтскила) опоруком све Филиповој ћерки Софији. Веровао је да само она има снагу личности да преузме његово место као глава породице. Џозефин која се хвалила да зна идентитет убице пронађена је како без свести лежи у дворишту од ударца у главу мермерног граничника. Чарлс открива скровиште оптужујућих љубавних писама Бренде Лоренсу и њих двоје бивају похапшени. Док су били у притвору, дечја дадиља умире пошто је попила шољицу какаа са дигиталисом која је очигледно била намењена Џозефин. Породица схвата да је убица и даље међу њима.
Чарлс уплашен за Џозефинин живот узалуд покушава да је наведе да открије име убице. Едит де Хавиленд позива Џозефин да иде са њом колима на сок и сладолед. Кола падају преко литице и обе гину. Назад у Три забата Чарлс проналази два писма госпођице де Хавиленд. Једна је самоубилачка порука главног инспектора Тавернера који преузима одговорност, иако не изричито признаје, за убиства Аристида и дадиље. Друго писмо, намењено само Софији и Чарлсу, открива истину: Џозефин је била убица. Као доказ, де Хавилендова је приложила дететову тајну свеску у којој у првом реду стоји „Данас сам убила деду“.
Џозефин је убила свог деду јер није хтео да јој плати часове балета. Тада је уживала у свој пажњи коју је добила након тога и планирала је сопствени напад са мермерним граничником као начином да скрене пажњу. Отровала је дадиљу јер је охрабрила Магду да је пошаље у Швајцарску, а такође и зато што ју је дадиља назвала „блесавом девојчицом“. Укључила је и претње Магди ако њена мајка озбиљно размишља да је пошаље. Госпођица де Хавиленд је пронашла Џозефинину свеску сакривену у одгајивачници за псе и починила убиство и самоубиство у саобраћајној несрећи јер није желела да Џозефин пати у затвору или психијатријској болници ако и када полиција сазна да је она убица.

## Ликови
- Чарлс Хејворд, верен за Софију Леонидес, приповедач
- Софија Леонидес, ћерка Магде и Филипа Леонидеса и Аристидова унука
- Бренда Леонидес, размажена много млађа удовица Аристида Леонидеса, удала се са 24 године и сада има 34 године
- Магда Вест, сјајна глумица
- Едит де Хавиленд, Софијина баба-тетка, сестра прве жене Аристида Леонидеса, Марше де Хавиленд
- Роџер Леонидес, син Аристида Леонидеса
- Клеменси Леонидес, његова жена, научница
- Филип Леонидес, Магдин муж и Роџеров брат
- Лоренс Браун, Џозефинин и Јустасов учитељ заљубљен у Бренду. Стар око 30 година
- Џозефин Леонидес, Магдина 12-годишња ћерка
- Јустас Леонидес, Магдин 16-годишњи син и Софијин и Џозефинин брат
- Џенет Роу, дадиља деце Леонидесових
- Главни инспектор Тавернер, додељен инспектор Скотланд Јарда
- Сер Артур „Тата“ Хејворд, помоћник начелника Скотланд Јарда и отац Чарлса Хејворда
- Аристид Леонидес, човек који је убијен. Рођен у Смирни у Турској стигао је у Лондон 1884. када је имао 24 године
- Господин Гејтскил, његов породични (али не увек пословни) заступник већ 43,5 године

## Пријем
Морис Ричардсон, у издању The Observer од 29. маја 1949. године, дао је позитивну рецензију: „Њена четрдесет девета књига и једна од њених седам најбољих.“
Неименовани рецензент у Торонто стар од 12. марта 1949. написао је: „Главни инспектор Тавернер из Скотланд Јарда био је бриљантан као и обично, али је ударао на погрешну страну – као што Агата Кристи демонстрира у изненађујућем крају који уводи нову идеју у мистерију убиства."
Роберт Барнард наводи: „Као 'чисто задовољство' је ауторка описала писање овога дела, које је дуго планирано и које је остало једно од њених омиљених. Као што наслов имплицира, ово је породично убиство - и заиста веома чудна породица.
У Бинге! чланак Entertainment Weekly Издање #1343-44 (26. децембар 2014–3. јануар 2015), писци су изабрали Злу кућу као „ЕВ фаворита“ на листи „Девет великих Кристијевих романа“.

## Адаптације

### Радио
Роман је адаптиран за Би-Би-Си Радио 4 у четири тридесетоминутне епизоде које су почеле да се емитују 29. фебруара 2008. У њему су глумили Рори Кинир (Чарлс Хејворд), Ана Максвел Мартин (Софија Леонидес) и Фил Дејвис (Шеф. Тавернер). Радијски комад је драматизовао Џој Вилкинсон, а режирао Сем Хојл. Касније је издат на ЦД-у. Ова верзија је уклонила лик Еустахија.

### Филм
Године 2011. амерички редитељ Нил Ла Бут најавио је да ће режирати дугометражни филм на основу романа за 2012. по сценарију Џулијана Фелоуза. Дана 15. маја 2011, Џема Артертон, Метју Гуд, Габријел Бирн и Џули Ендрус су најављени за глумачку поставу. У извештају објављеном 10. јуна 2012. "Sony Pictures Worldwide Acquisitions" је стекао сва права за филм у САД-у, Канади и на међународном нивоу што би могло да помогне да се обезбеди уносно издање, иако су се глумци и уметничка екипа променили.
Филм у режији Жила Паке-Бренера са Кристином Хендрикс, Џилијан Андерсон, Максом Ајронсом, Гленом Клоузом, Џулијаном Сендсом, Теренсом Стампом, Стефани Мартини и Кристијаном Мекејем, објављен је у дигиталном облику 21. новембра 2017. и први пут емитован на Channel 5 петог децембар 2017. Дана 22. децембра 2017. филм је добио скромно (16 биоскопа) биоскопско пуштање у САД-у преко "Vertical Entertainment"-а . У филму је сер Артур Хејворд мртав, а главни инспектор Тавенер води за случај.

## Историја публикације
- 1949, Dodd Mead and Company (New York), March 1949, Hardback, 211 стр.
- 1949, Collins Crime Club (London), 23 May 1949, Hardback, 192 стр.
- 1951, Pocket Books (New York), мек повез, (Pocket #753), 200 стр.
- 1953, Penguin Books, мек повез, (Penguin #925), 191 стр.
- 1959, Fontana Books (Imprint of HarperCollins), мек повез, 191 стр.
- 1967, Greenway collected works (William Collins), тврд повез, 223 стр.
- 1967, Greenway collected works (Dodd Mead), тврд повез, 223 стр.
- 1978 Omniprose collected works with Passenger to Frankfurt, тврд повез, 472 стр.,  0921111096
- 1991, Ulverscroft Large-print Edition, тврд повез,  0-7089-2419-0

Сажета верзија романа је први пут објављена у САД у часопису Космополитану у броју за октобар 1948. (том 125, број 4) са илустрацијом Грушкина.
У УК роман је први пут објављен у недељнику Џон Бул у седам скраћених наставака од 23. априла (том 85, број 2234) до 4. јуна 1949 (том 85, број 2240) са илустрацијама Алфреда Синдала.